# Neodictya arethusa
Neodictya arethusa är en insektsart som beskrevs av Rauno E. Linnavuori 1973. Neodictya arethusa ingår i släktet Neodictya och familjen Dictyopharidae. Inga underarter finns listade i Catalogue of Life.